# Storgölen (Tjällmo socken, Östergötland)
Storgölen är en sjö i Motala kommun i Östergötland och ingår i Motala ströms huvudavrinningsområde. Sjön har en area på 0,066 kvadratkilometer och ligger 55,7 meter över havet.

## Delavrinningsområde
Storgölen ingår i det delavrinningsområde (650909-147900) som SMHI kallar för Inloppet i Stora Tron. Medelhöjden är 61 meter över havet och ytan är 8,88 kvadratkilometer. Räknas de 26 avrinningsområdena uppströms in blir den ackumulerade arean 536,96 kvadratkilometer. Hällestadsån (Storån) som avvattnar avrinningsområdet har biflödesordning 2, vilket innebär att vattnet flödar genom totalt 2 vattendrag innan det når havet efter 64 kilometer. Avrinningsområdet består mestadels av skog (40 procent), öppen mark (20 procent) och jordbruk (36 procent). Avrinningsområdet har 0,06 kvadratkilometer vattenytor vilket ger det en sjöprocent på 0,7 procent.